# Epomophorus angolensis
Epomophorus angolensis é uma espécie de morcego da família Pteropodidae. Pode ser encontrada na Angola e Namíbia.